# Alf Francis

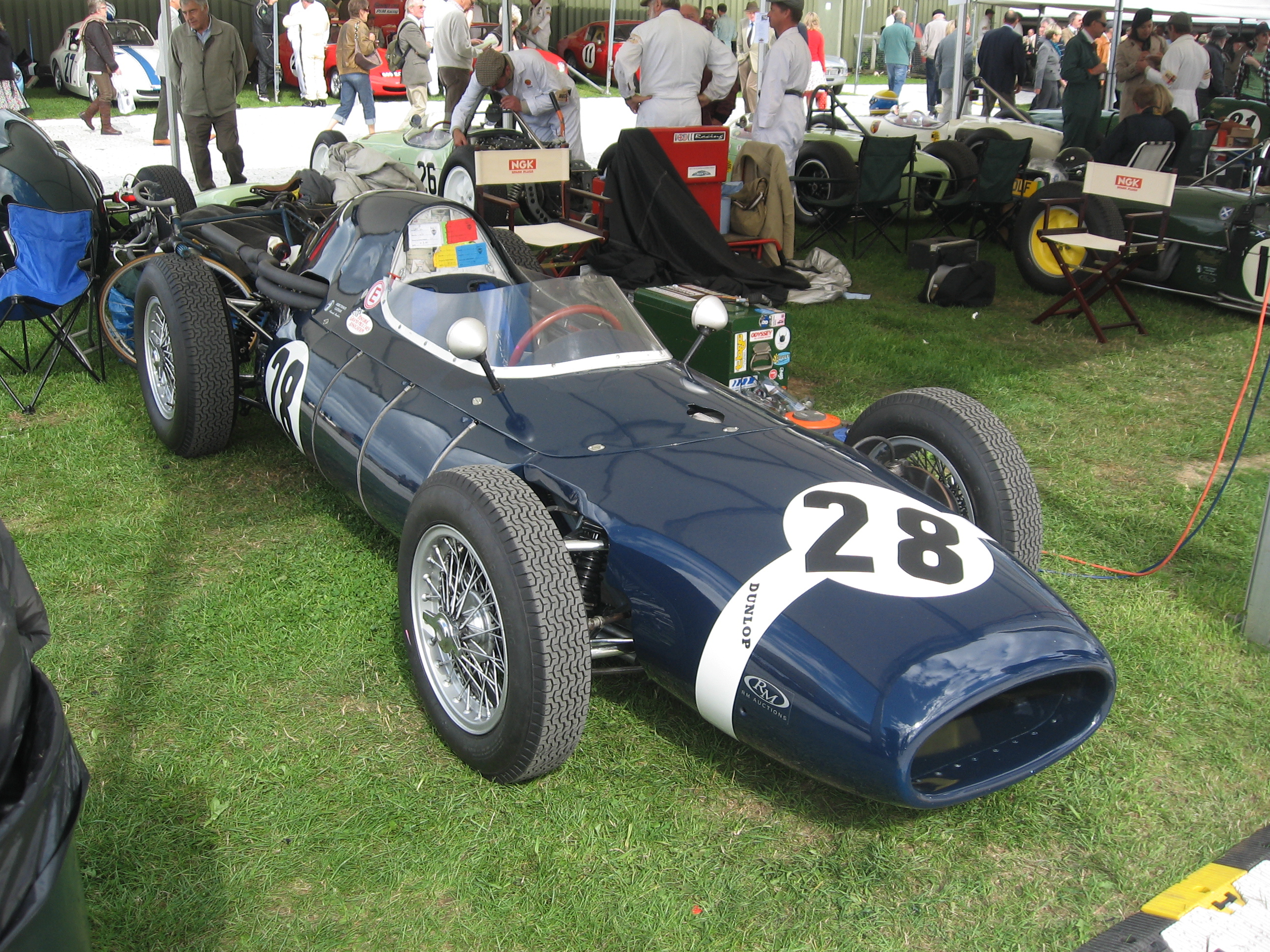
Walker Special zaprojektowany przez Alfa Francisa

Alf Francis, właśc. Alfons Kowaleski lub Alphons Kowalewski (ur. 18 czerwca 1918 w Gdańsku, zm. 28 czerwca 1983 w Oklahoma City) – polski, po II wojnie światowej brytyjski inżynier, projektant i mechanik.

## Życiorys
Alf Francis wyjechał z Polski podczas II wojny światowej do Portugalii, skąd drogą morską dostał się do Liverpoolu w Wielkiej Brytanii, gdzie dołączył do polskiej 1 Dywizji Pancernej. Po II wojnie światowej zmienił obywatelstwo na brytyjskie, imię i nazwisko zmienił na Alf Francis.
Po zakończeniu II wojny światowej pracował dla Geoffreya Taylora w firmie Alta Car and Engineering Company. W 1948 roku Francis rozpoczął karierę jako mechanik ds. silników. Zaangażował się w tworzenie zespołu Formuły 1 Hersham and Walton Motors oraz był jego głównym mechanikiem i kierownikiem. W 1949 roku Francis wraz z Johnem Heathem zbudował pierwsze bolidy dla tego zespołu, HWM po raz pierwszy wzięło udział w wyścigu Jersey Road Race 1949, który John Heath ukończył na dwunastym miejscu, stracił do pierwszego Boba Gerarda pięć okrążeń. HWM wygrało wyścigi w Frontières Grand Prix w latach 1950 i 1952, Winfield F2 Race oraz Daily Express International Trophy odpowiednio w 1951 i 1952 roku.
Francis pracował w Formule 1 jako główny mechanik Stirlinga Mossa w zespołach HWM, Maserati, Cooper oraz Vanwall. Rozwijał silniki Climax F1 i F2 dla zespołu Cooper. Razem z Valerio Colottim stworzył skrzynię biegów o nazwie Colotti-Francis, którą zespół Brabham umieścił w pierwszym bolidzie Formuły 1 Brabham BT3 zaprojektowanym przez siebie.
Około 1958 roku Francis wyprodukował bolid Walker T45.
W 1960 roku Rob Walker Racing Team postanowił po raz pierwszy używać własnego samochodu, a ze względu na koszty poprosili Francisa i Colottiego o zaprojektowanie go. Samochodu tego – o nazwie Walker Special – Rob Walker Racing Team planował użyć w sezonie 1961, ale ostatecznie wybrał jednak Lotusa 18.
W 1964 roku razem z Vikiem Derringtonem założył zespół Formuły 1 Derrington-Francis Racing Team. Francis był projektantem w tym zespole a stanowisko szefa objął Stirling Moss. Kierowcą został Portugalczyk Mário de Araújo Cabral, który zakwalifikował się do Grand Prix Włoch 1964 na 19 pozycji. W wyścigu po 25 okrążeniach Cabral wycofał się z niego gdy doszło do zatrzymania pracy silnika z powodu problemów z zapłonem. W ciągu sezonu podczas prywatnych testów pojazdu Dan Gurney uszkodził nadwozie, zespół już nigdy nie wziął udziału w wyścigu.
W 1965 roku Francis pracował dla Giovanniego Volpiego, który założył zespół Formuły 1 Serenissima Automobili Company w Formigine we Włoszech. W 1966 rozpoczął pracę dla Serenissimy. W 1967 Francis przy współpracy Medardo Fantuzziego przeprojektował i zmodyfikował bolid Formuły 1 McLaren M2B-2, który został nazwany Serenissima M1AF („AF” pochodzi od „Alf Francis”). Alf Francis osobiście testował bolid. Projekt został zarzucony gdy zabrakło funduszy. Istnieją różne teorie, Serenissima M1AF mogła wykorzystywać nadwozie British Racing Partnership, Loli lub też, że nadwozie zostało zaprojektowane przez McLarena dla Serenissimy w zamian za silnik Serenissima V8 oraz że bolid został wybudowany wyłącznie przez Francisa. W 1970 roku Giovanni Volpi zamknął pracownię Serenissimy, Alf Francis i George Filipinetti negocjowali przejęcie zabudowań.
Alf Francis w 1968 zaprezentował 3-litrowy samochód sportowy Serenissima Mk168, który wziął udział w kilku wyścigach i zdobył kilka podiów.
W 1970 roku przeprowadził się do Stanów Zjednoczonych, gdzie pracował z różnymi konserwatorami oraz kolekcjonerami samochodów. W Oklahoma City pracował dla dilera Breene'a Kerra.
Jego kariera i zasługi dla Formuły 1 zostały opisane w książkach biograficznych Petera Lewisa. Pierwsza z nich została wydana pt. Alf Francis, racing mechanic: his own story przez Foulis 1957 oraz przez G. T. Foulis & Co. jako Alf Francis. Racing mechanic. His own story as told to and written by Peter Lewis, etc. [With plates, including portraits.]. w 1957 i przez G.T. Foulis pt. Alf Francis, racing mechanic w 1958. Wydanie zostało wznowione w 1991 roku przez Foulis, tym razem książka została wydana jako Alf Francis, racing mechanic 1948-1958.
Stirling Moss uznał Francisa za niesamowitego faceta, był on geniuszem jako mechanik, szczególnie jako improwizator.